# Manuel Araya Vargas
Manuel Araya Vargas (Calle Larga, 22 de noviembre de 1887-Santiago, 16 de diciembre de 1969) fue un político chileno.

## Biografía
Hijo de Juan Araya y Rosario Vargas. Se casó con Luisa Osorio y en segundo matrimonio, en Santiago, el 17 de julio de 1924, con Julia González Jorquera.
Desde muy joven tuvo que trabajar, sin que ello fuera obstáculo para continuar sus estudios; ingresó a los cursos de la Escuela de Artes y Oficios y continuó su aprendizaje por correspondencia, en una escuela argentina.
Se desempeñó como obrero mecánico de la Empresa de Ferrocarriles del Estado desde 1904; fue miembro del Consejo Administrativo de la empresa desde 1924 a 1927, año en que se disolvió el Consejo. Representante obrero en la Comisión Constituyente de 1925. A fines de 1927 integró una Comisión de Gobierno encargada de estudiar la explotación del ferrocarril trasandino entre Argentina y Chile.

## Carrera política
Militó en el Partido Democráta, del que fue su presidente en 1930.
En la administración pública se destacó como gobernador de Loncoche hasta 1930 y también fue alcalde de dicha ciudad. En 1932, durante la República Socialista ocupó durante algunos días el cargo de intendente de la provincia de Colchagua. Fue consejero de la Caja de la Habitación Popular en 1944.
Fue elegido diputado por la 23ª Circunscripción Departamental de Osorno, Llanquihue y Carelmapu, período de 1930 a 1934; integró la Comisión Permanente de Vías y Obras Públicas y fue diputado reemplazante en la Comisión Permanente de Gobierno Interior. El Movimiento Revolucionario que estalló el 4 de julio de 1932, decretó, el día 6, la disolución de este Congreso.